# Vloek van Ötzi
De vloek van Ötzi betreft het volksgeloof dat beweert dat er een vloek rust op Ötzi, de ijsmummie die in 1991 in de Tiroolse Alpen gevonden werd. Verschillende personen die direct of indirect met de ontdekking en het onderzoek naar Ötzi te maken hebben gehad, zijn sinds de vondst van de ijsman gestorven. Dit heeft geleid tot het ontstaan van sagen, waarin wordt verteld dat er een vloek op Ötzi zou rusten, die tot de dood leidt. De media doken direct op deze volksverhalen.
Sinds de ontdekking van het prehistorische lichaam zijn er echter verscheidene wetenschappers en anderen betrokken geweest die nog wel in leven zijn. Het aantal onderzoekers wordt zelfs wel op 150 geschat. En van degenen die wél zijn overleden, was een aantal de 60 reeds gepasseerd: niet bijzonder oud, maar ook niet abnormaal jong voor een natuurlijke dood.

## Overzicht
Een overzicht van overleden personen die bij Ötzi betrokken waren:
- Dr. Rainer Henn, de leider van het forensische onderzoek, kwam in 1992 om door een auto-ongeval, terwijl hij onderweg was naar een voordracht over Ötzi. Henn werd 64 jaar.
- Kurt Fritz, een bergbeklimmer, die Dr. Henn naar het lichaam van Ötzi bracht en later ook rondleidingen gaf op de vindplek. Hij stierf eveneens in 1992 in een lawine.
- De Oostenrijkse journalist Rainer Hölzl. Hölzl had een documentaire over de ijsmummie gemaakt en kreeg enkele maanden na de uitzending van de documentaire een mysterieuze ziekte, vermoedelijk een hersentumor, en stierf korte tijd later. Hölzl werd 47 jaar oud.
- De vinder van de ijsmummie, de Duitser Helmut Simon. Hij viel in 2004 in een ravijn, met de dood tot gevolg. Acht dagen na zijn verdwijning werd zijn bevroren en ondergesneeuwde lichaam gevonden. Simon werd 67 jaar oud.
- Dieter Warnecke was de leider van het reddingsteam dat Helmut Simon zocht. Nog geen uur na de begrafenis van Helmut Simon stierf hij aan een hartaanval, op 45-jarige leeftijd.
- Professor Friedrich Tiefenbrunner uit Innsbruck stierf tijdens een openhartoperatie in januari 2005. Hij behoorde tot een team wetenschappers dat een manier vond om de ijsmummie te beschermen tegen bacteriën.
- In april 2005 overleed Konrad Spindler, het hoofd van het team dat de ijsman onderzocht, aan de gevolgen van de agressieve zenuwziekte ALS. Spindler werd 66 jaar oud.
- In oktober 2005 overleed dr. Tom Loy, die een boek over de ijsmummie aan het schrijven was. Loy, die 63 jaar oud werd, analyseerde na de vondst DNA-materiaal van Ötzi en wist zo het leven en de dood van Ötzi te reconstrueren. Kort nadat hij het onderzoek startte, werd er een zeldzame bloedziekte bij hem geconstateerd, waaraan hij tot zijn dood leed. Loy werd dood aangetroffen in zijn woning, en ondanks een autopsie kon de doodsoorzaak niet vastgesteld worden.

Een soortgelijke bewering wordt al veel langer gedaan over de mummie van Toetanchamon: de vloek van de farao.